# Aristolochia hirta
Aristolochia hirta är en piprankeväxtart som beskrevs av Carl von Linné. Aristolochia hirta ingår i släktet piprankor, och familjen piprankeväxter. Inga underarter finns listade i Catalogue of Life.